# Leonid Konstantinowitsch Artamonow

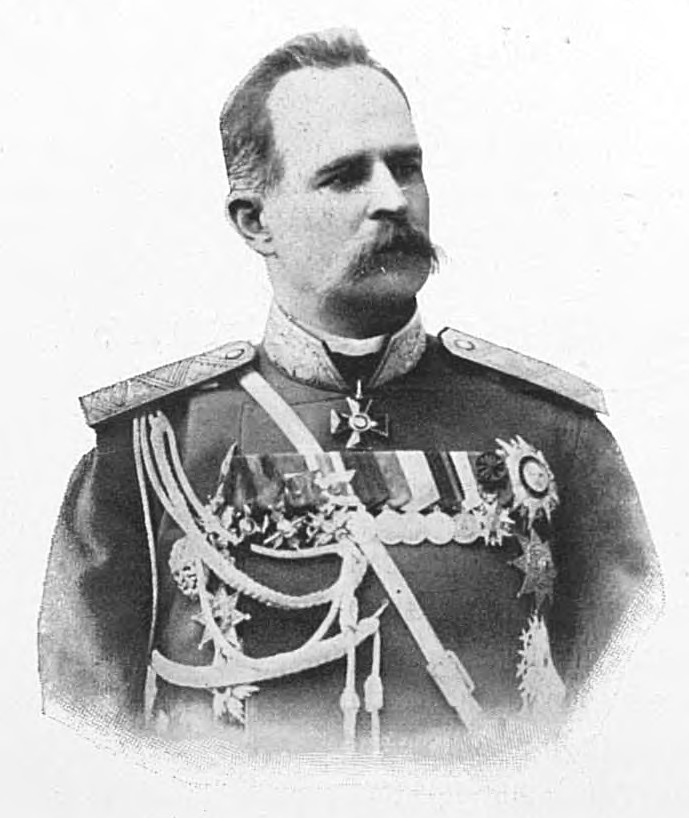
Leonid Konstantinowitsch Artamonow

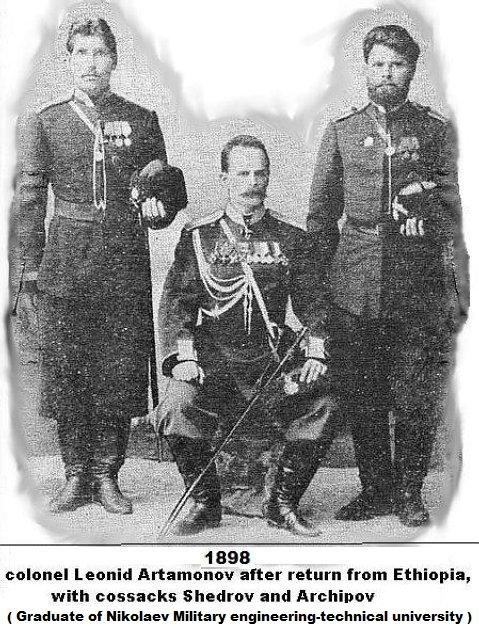
Oberst Leonid Artamonow (Mitte), nach seiner Rückkehr aus Äthiopien

Leonid Konstantinowitsch Artamonow (russisch Леони́д Константи́нович Артамо́нов, wiss. Transliteration Leonid Konstantinovič Artamonov; * 13. Februarjul. / 25. Februar 1859greg. in Gouvernement Cherson; † 19. Dezember 1931jul. / 1. Januar 1932greg. in Leningrad) war ein russischer Ingenieur, Forschungsreisender und General der russischen Armee.

## Leben
Artamonow entstammte einer russischen Adelsfamilie und machte seinen Abschluss an der militärischen ingenieurtechnischen Universität in Sankt Petersburg. Anschließend absolvierte er einen Kurs an der Militärakademie der Akademie des Generalstabs.
1897 wurde er Mitglied der russischen diplomatischen Mission in Äthiopien, wo er Militärberater von Menelik II. wurde, um an der Militärexpedition der äthiopischen Armee in der Region Weißer Nil teilzunehmen, um der britischen Kolonialexpansion gegenzuwirken.
Vom 7. Juli 1906 bis zum 14. Dezember 1908 führte er die 22. Infanterie-Division. Bereits 1907 zum Generalleutnant aufgestiegen übernahm er am 5. März 1911 das Kommando über das XVI. Armee-Korps. Am 17. März 1911 wurde er Kommandierender General des I. Armee-Korps und 1913 wurde er zum General der Infanterie befördert.
Zu Beginn des Ersten Weltkrieges führte er sein Korps im Rahmen der 2. Armee beim Einbruch in Ostpreußen. Während der Schlacht von Tannenberg wurden am 27. August 1914 die Stellungen seiner am linken Flügel vorgegangenen Truppen beim Gefecht von Usdau von den Deutschen durchbrochen. Weil er daraufhin den vorzeitigen Rückzug in südliche Richtung auf Mława antrat, wurde er durch  seinen vorgesetzten General Alexander Samsonow seines Kommandos enthoben und durch General Alexander A. Duschkewitsch ersetzt.